# یک عشق، یک ریتم – آلبوم رسمی جام جهانی ۲۰۱۴
یک عشق، یک ریتم – آلبوم رسمی جام جهانی ۲۰۱۴ یک آلبوم گردآوری‌شده است که در ۸ می، ۲۰۱۴ توسط سونی میوزیک منتشرشده‌است. و شامل ترانه‌های برگزیده‌ای برای جام جهانی فوتبال ۲۰۱۴ در برزیل است.